# Juaye-Mondaye
Juaye-Mondaye est une commune française, située dans le département du Calvados en région Normandie, peuplée de 697 habitants.

## Géographie
La commune est au sud du Bessin. Le bourg de Juaye est à 8 km au nord-ouest de Tilly-sur-Seulles, à 9 km au sud de Bayeux et à 13 km à l'est de Balleroy.
La commune est traversée par l'Aure.
| Arganchy                     | Ellon         | Condé-sur-Seulles |
| Saint-Paul-du-Vernay, Trungy | Juaye-Mondaye | Chouain           |
| Longraye (quelques mètres)   | Lingèvres     | Bucéels           |

### Hydrographie
La commune est située dans le bassin Seine-Normandie. Elle est drainée par l'Aure, le cours d'eau 01 de la Pérouze, le cours d'eau 01 de la commune de Condé-sur-Seulles, l'Aure et divers autres petits cours d'eau,.
L'Aure, d'une longueur de 82 km, prend sa source dans la commune de Caumont-sur-Aure et se jette  dans la Vire en limite d'Osmanville, Isigny-sur-Mer et Carentan-les-Marais, après avoir traversé 26 communes. 

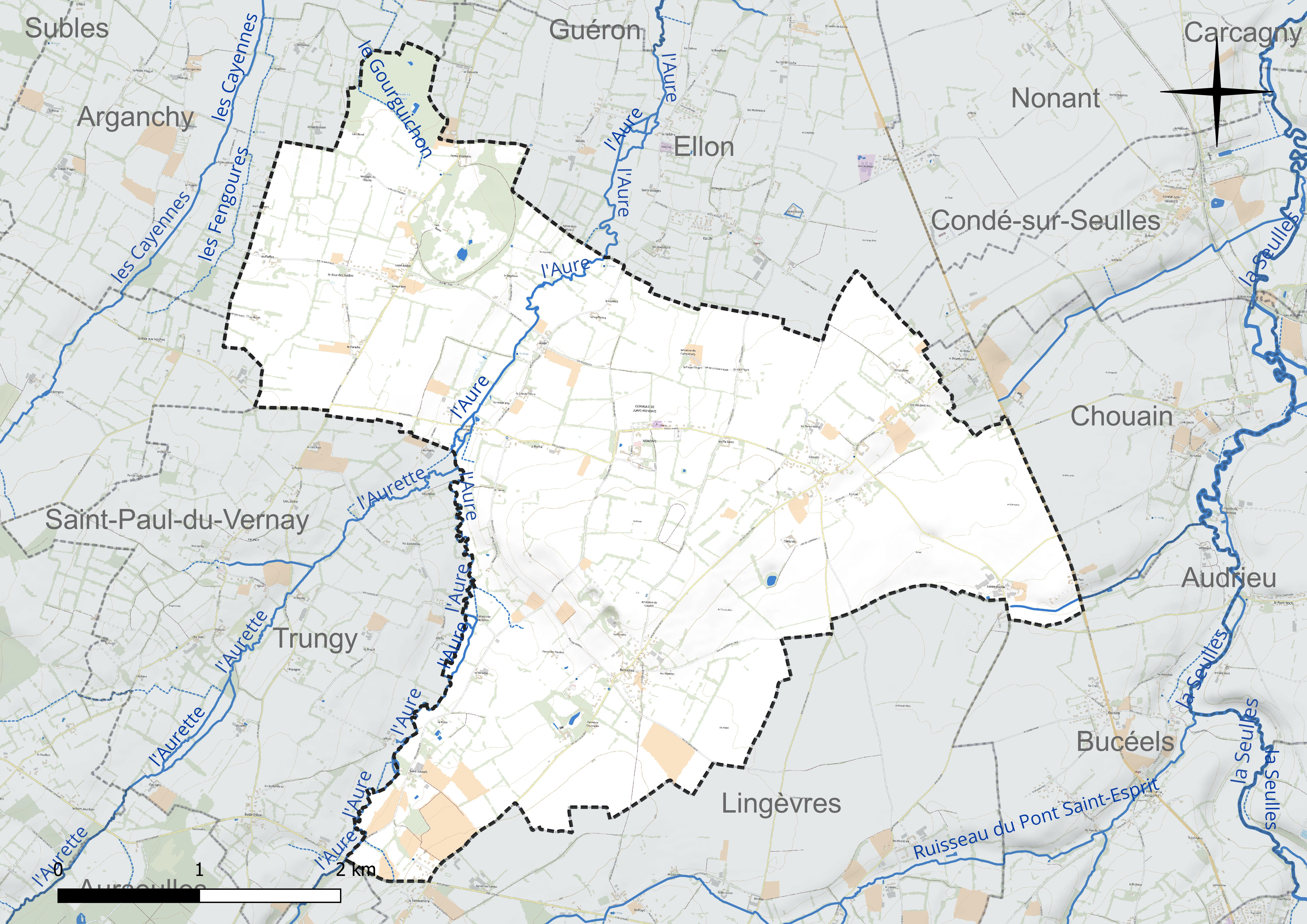
Réseau hydrographique de Juaye-Mondaye.

### Climat
Pour des articles plus généraux, voir Climat de la Normandie et Climat du Calvados.
En 2010, le climat de la commune est de type climat océanique franc, selon une étude du CNRS s'appuyant sur une série de données couvrant la période 1971-2000. En 2020, Météo-France publie une typologie des climats de la France métropolitaine dans laquelle la commune est exposée à un climat océanique et est dans la région climatique  Normandie (Cotentin, Orne), caractérisée par une pluviométrie relativement élevée (850 mm/a) et un été frais (15,5 °C) et venté. Parallèlement le GIEC normand, un groupe régional d'experts sur le climat, différencie quant à lui, dans une étude de 2020, trois grands types de climats pour la région Normandie, nuancés à une échelle plus fine par les facteurs géographiques locaux. La commune est, selon ce zonage, exposée à un « climat des plateaux abrités », correspondant à la plaine agricole de Caen à Falaise, sous le vent des collines de Normandie et proche de la mer, se caractérisant par une pluviométrie et des contraintes thermiques modérées.
Pour la période 1971-2000, la température annuelle moyenne est de 10,5 °C, avec  une amplitude thermique annuelle de 11,7 °C. Le cumul annuel moyen de précipitations est de 804 mm, avec 12,8 jours de précipitations en janvier et 7,3 jours en juillet. Pour la période 1991-2020, la température moyenne annuelle observée sur la station météorologique la plus proche, située sur la commune de Balleroy-sur-Drôme à 11 km à vol d'oiseau, est de 11,2 °C et le cumul annuel moyen de précipitations est de 924,3 mm,. Pour l'avenir, les paramètres climatiques de la commune estimés pour 2050 selon différents scénarios d'émission de gaz à effet de serre sont consultables sur un site dédié publié par Météo-France en novembre 2022.

## Urbanisme

### Typologie
Au 1er janvier 2024, Juaye-Mondaye est catégorisée commune rurale à habitat dispersé, selon la nouvelle grille communale de densité à 7 niveaux définie par l'Insee en 2022.
Elle est située hors unité urbaine. Par ailleurs la commune fait partie de l'aire d'attraction de Caen, dont elle est une commune de la couronne,. Cette aire, qui regroupe 296 communes, est catégorisée dans les aires de 200 000 à moins de 700 000 habitants,.

### Occupation des sols
L'occupation des sols de la commune, telle qu'elle ressort de la base de données européenne d'occupation biophysique des sols Corine Land Cover (CLC), est marquée par l'importance des territoires agricoles (94,7 % en 2018), une proportion sensiblement équivalente à celle de 1990 (95,1 %). La répartition détaillée en 2018 est la suivante : 
terres arables (53,7 %), prairies (41 %), forêts (5,3 %). L'évolution de l'occupation des sols de la commune et de ses infrastructures peut être observée sur les différentes représentations cartographiques du territoire : la carte de Cassini (XVIIIe siècle), la carte d'état-major (1820-1866) et les cartes ou photos aériennes de l'IGN pour la période actuelle (1950 à aujourd'hui).

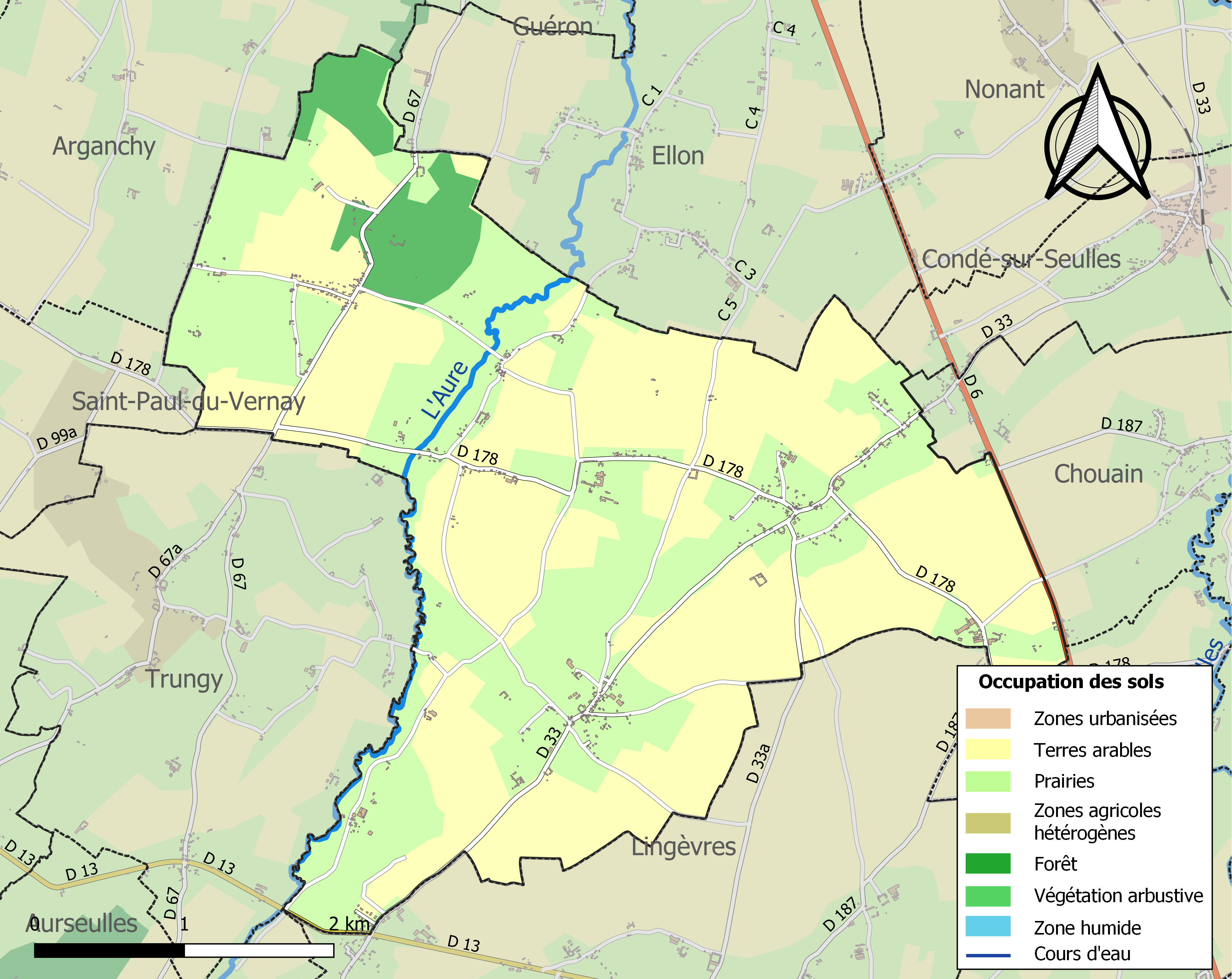
Carte des infrastructures et de l'occupation des sols de la commune en 2018 (CLC).

## Toponymie
Juaye est attesté sous les formes Mont de Jua en 1115, Juays en 1213, S. Vigor de Jues en 1215, Juez en 1218, Juetum en 1220 (cartulaire de Mondaye, p. 362), Jueiz en 1238 (Delisle, classes agricoles en Normandie, p. 556), Jueyum en 1349 (chap. de Bayeux, 388), Jouays et Joues au XIVe siècle (pouillé de Lisieux, p. 21), Juœe et Juées en 1460 (dénomb. de l'évêché de Bayeux, p. 20 et 21, note 5).

L'origine du toponyme Juaye, nom de l'une des trois communes fusionnées en 1857, est obscure.
Mondaye est attesté sous les formes Mons d'Ae en 1202, Sanctus Martinus de Ae et Sanctus Martinus de Aeio en 1215, Ecclesia de Ae en 1216 (charte de Gervais, abbé de Prémontré), Mont d'Aïde en 1320 (tableau des abb. de Normandie), Mondae en 1332 (cartulaire de l'abb. de Cordillon), Saint Martin de Mont d'Aé en 1410 (charte de l'abb. de Mondaye, n° 13), Saint Martin de Mondaie en 1498 (archives nationales P. 271, n° 148), Saint Martin de Mondée en 1653 (carte de Tassin), Montdée en 1673 (Neustria pia, p. 3), Abbaye de Mon Deu en 1723 (d'Anville, dioc. de Lisieux).

Mondaye, toponyme de l'abbaye ajouté au nom de la commune lors de la fusion, est issu des latins mons, « mont », et adjuta, « aide », « secours », et signifie donc « le mont du secours de Dieu ».

## Histoire
L'abbaye Saint-Martin fut fondée en 1202 après qu'un ermite, Turstin, a décidé de se retirer sur le « mont d'Ae » qui devint « mont Deï », puis « Mondaye ». Il fut rejoint par plusieurs autres religieux qui fondèrent la communauté monastique de l'ordre des prémontrés. Le premier abbé est Roger de Juaye, à la tête de l'abbaye jusqu'en 1215. Les frères fondent une léproserie accolée au monastère. Au XVIe siècle, comme toute la région de Bayeux, l'abbaye n'échappe pas au conflit entre catholiques et protestants, les religieux doivent fuir, l'abbé est assassiné. Mais la Contre-Réforme restaure l'ordre dans le Bessin et la vie religieuse connaît un nouvel essor jusqu'à la Révolution française. Au XVIIIe siècle, l'abbaye se dote d'une église dessinée par Eustache Restout. En 1791, les chanoines furent temporairement chassés du monastère. Il faut attendre 1858 pour voir les prémontrés réinvestir les lieux. Chassés à nouveau en 1903, c'est depuis 1921 qu'ils occupent définitivement l'abbaye.
À la création des cantons, Juaye est chef-lieu de canton. Ce canton est supprimé lors du redécoupage cantonal de l'an IX (1801).
En 1857, Juaye (448 habitants en 1856) absorbe Bernières-Bocage (248 habitants) et Couvert (321 habitants), et devient Juaye-Mondaye.
La population ne cesse de baisser au XIXe siècle. Au recensement de 1861, la commune compte 1005 habitants contre 1263 habitants (son maximum) en 1831 (cumul des habitants de Juaye, Bernières-Bocage et Couvert). La population passe sous la barre des 1000 habitants au recensement de 1872. Au XXe siècle, la population reste relativement stable avec des hauts et des bas (723 habitants au recensement de 1911, 520 à celui de 1975 et 686 à celui de 2006).

## Politique et administration
| Période                                  | Période   | Identité       | Étiquette | Qualité                            |
| ---------------------------------------- | --------- | -------------- | --------- | ---------------------------------- |
| avant 1988                               | ?         | Yves André     |           |                                    |
| juin 1995                                | mars 2014 | Évelyne Humann | SE        |                                    |
| mars 2014                                | mai 2020  | Jean Schmit    | SE        |                                    |
| mai 2020                                 | En cours  | Jérôme Berger  | SE        | Technicien des Bâtiments de France |
| Les données manquantes sont à compléter. |           |                |           |                                    |

Le conseil municipal est composé de quinze membres dont le maire et trois adjoints.

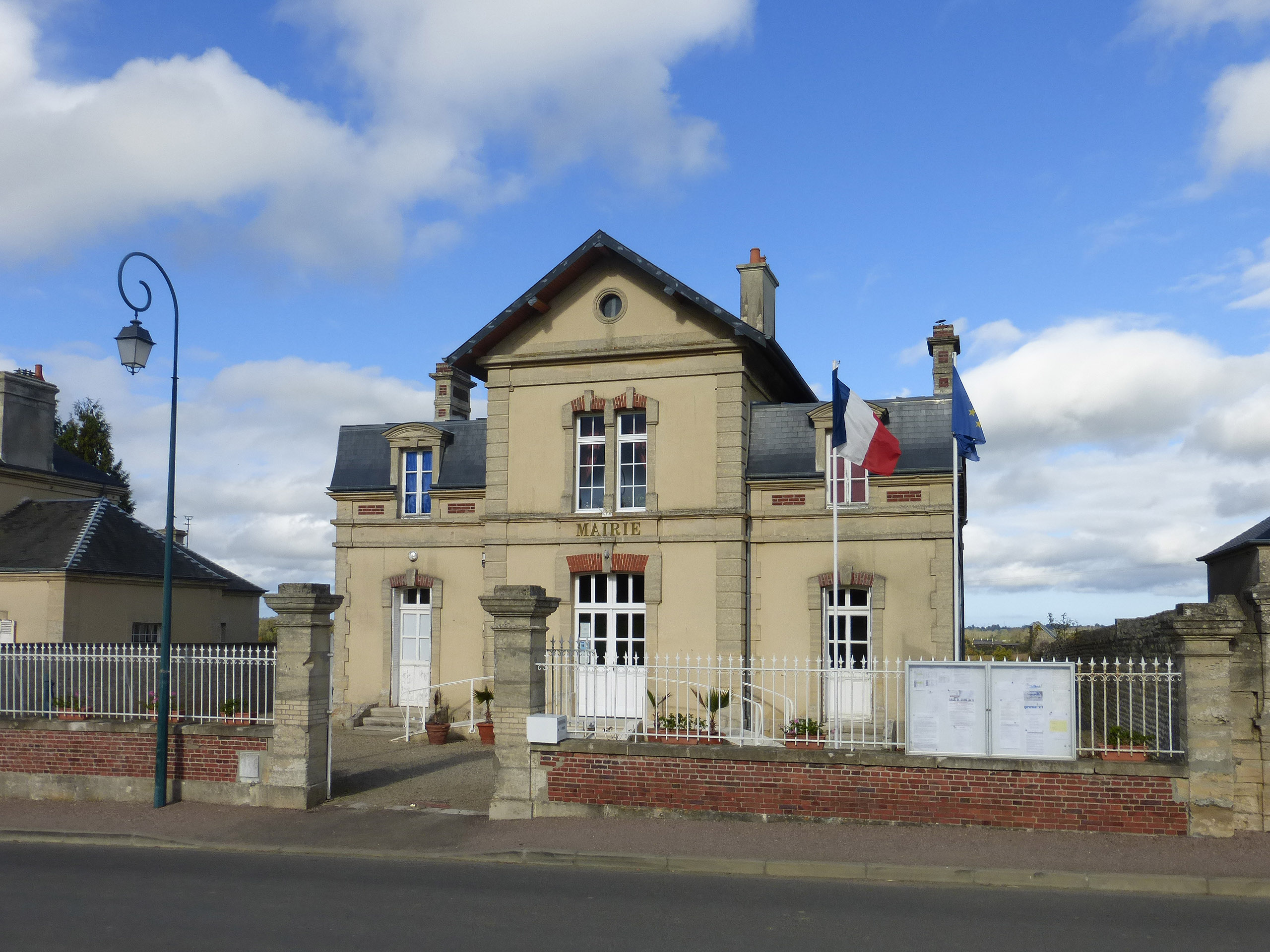
La mairie.

## Démographie
L'évolution du nombre d'habitants est connue à travers les recensements de la population effectués dans la commune depuis 1793. Pour les communes de moins de 10 000 habitants, une enquête de recensement portant sur toute la population est réalisée tous les cinq ans, les populations de référence des années intermédiaires étant quant à elles estimées par interpolation ou extrapolation. Pour la commune, le premier recensement exhaustif entrant dans le cadre du nouveau dispositif a été réalisé en 2006.
En 2022, la commune comptait 697 habitants, en évolution de +4,34 % par rapport à 2016 (Calvados : +1,58 %, France hors Mayotte : +2,11 %).
Juaye-Mondaye a compté jusqu'à 1 036 habitants en 1866.
| 1793 | 1800 | 1806 | 1821 | 1831 | 1836 | 1841 | 1846 | 1851 |
| ---- | ---- | ---- | ---- | ---- | ---- | ---- | ---- | ---- |
| 662  | 607  | 630  | 648  | 683  | 525  | 511  | 475  | 479  |

| 1856 | 1861  | 1866  | 1872 | 1881 | 1886 | 1891 | 1896 | 1901 |
| ---- | ----- | ----- | ---- | ---- | ---- | ---- | ---- | ---- |
| 448  | 1 005 | 1 036 | 936  | 905  | 914  | 855  | 831  | 767  |

| 1906 | 1911 | 1921 | 1926 | 1931 | 1936 | 1946 | 1954 | 1962 |
| ---- | ---- | ---- | ---- | ---- | ---- | ---- | ---- | ---- |
| 705  | 723  | 589  | 614  | 592  | 558  | 669  | 643  | 593  |

| 1968 | 1975 | 1982 | 1990 | 1999 | 2006 | 2011 | 2016 | 2021 |
| ---- | ---- | ---- | ---- | ---- | ---- | ---- | ---- | ---- |
| 573  | 520  | 533  | 616  | 623  | 686  | 675  | 668  | 691  |

| 2022 | - | - | - | - | - | - | - | - |
| ---- | - | - | - | - | - | - | - | - |
| 697  | - | - | - | - | - | - | - | - |

Le pic de population observait au recensement de 1861 ne s'explique que par l'absorption des populations de Bernières-Bocage et Couvert. À périmètre constant, la population est la suivante :
| Année | Population de Juaye | Population de Bernières-Bocage | Population de Couvert | Population totale |
| ----- | ------------------- | ------------------------------ | --------------------- | ----------------- |
| 1793  | 662                 | 214                            | 298                   | 1174              |
| 1800  | 607                 | 237                            | 302                   | 1146              |
| 1806  | 630                 | 216                            | 330                   | 1176              |
| 1821  | 648                 | 216                            | 355                   | 1219              |
| 1831  | 683                 | 216                            | 364                   | 1263              |
| 1836  | 525                 | 256                            | 343                   | 1124              |
| 1841  | 511                 | 243                            | 320                   | 1074              |
| 1846  | 475                 | 240                            | 308                   | 1023              |
| 1851  | 479                 | 230                            | 309                   | 1018              |
| 1856  | 448                 | 248                            | 321                   | 1017              |

## Lieux et monuments
La commune abrite une abbaye datant du XVIIIe siècle, agrémentée de sculptures, d'une bibliothèque, ainsi que d'un grand orgue classé monument historique et récemment restauré. Juaye-Mondaye est une commune sans véritable bourg, mais composée de hameaux à l'identité très marquée. Un exemple de la richesse architecturale des principaux hameaux de Juaye-Mondaye est la présence des trois églises de Juaye, de Bernières-Bocage et de Couvert, maintenant en ruine mais maintenues en état par l'AVEJM (Association pour la sauvegarde des vieilles églises de Juaye-Mondaye).
- L'église Saint-Vigor de Juaye, classée au titre des monuments historiques en totalité[32],[33], composée d'une nef avec deux bas-côtés, d'un chœur à chevet rectangulaire et d'une tour accolée au chœur.
- L'église Saint-Aubin de Bernières-Bocage des XIIe et XIIIe siècles ornée de modillons sous la corniche nord.
- L'église Sainte-Bazile de Couvert, la plus ancienne du pays (sépultures estimées avant le IXe siècle). Une souscription en partenariat avec la Fondation du Patrimoine pourrait permettre le maintien en l'état des voûtes encore existantes. Les ruines et les ifs forment un site classé[33].
- Le château de Juaye (XVIIIe siècle), monument historique inscrit partiellement[34].
- Le manoir de Jérusalem (XVIIIe siècle), à Couvert.
- La ferme de la Hautbraye (début XVIIe), à Couvert.

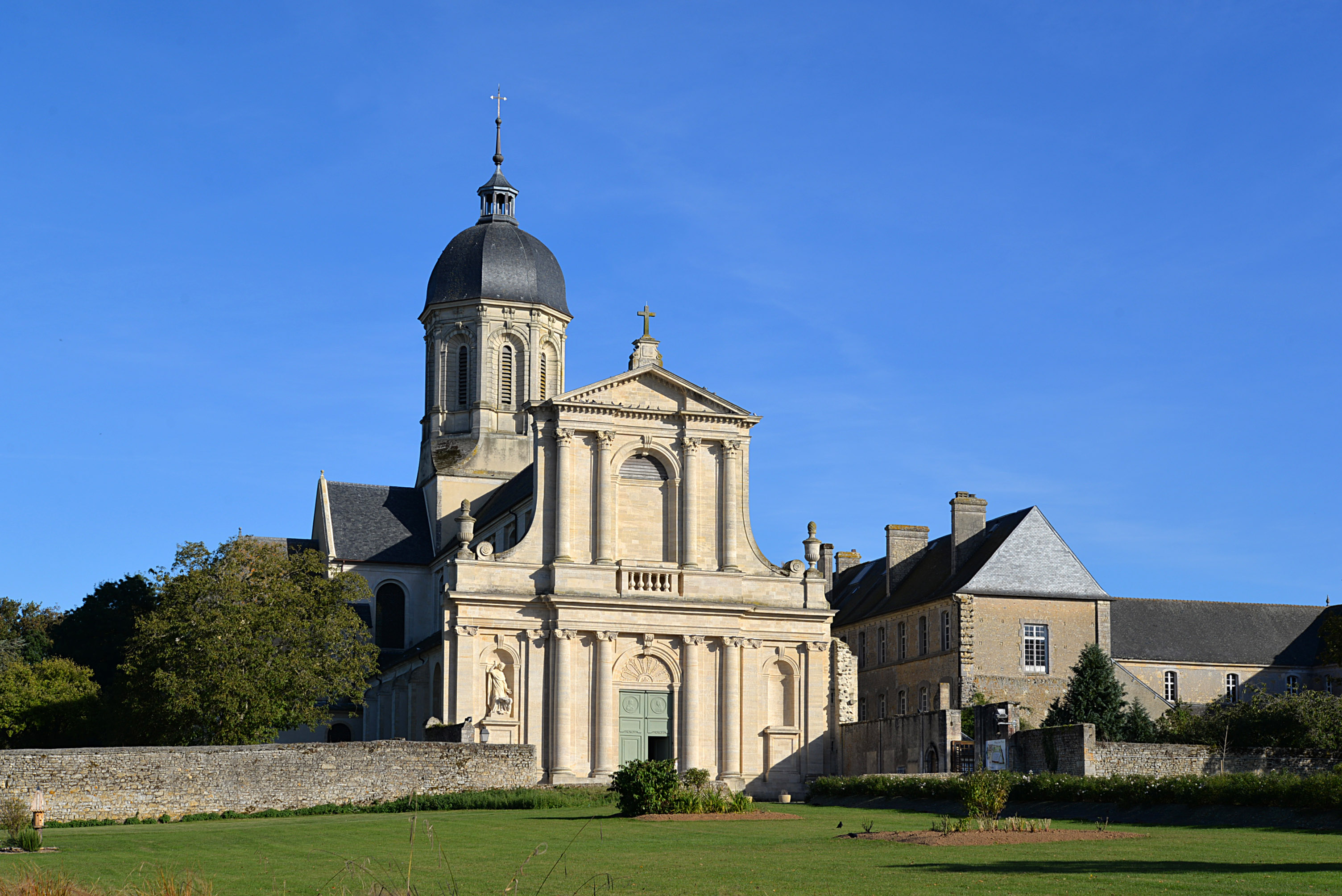
L'abbatiale Saint-Martin.
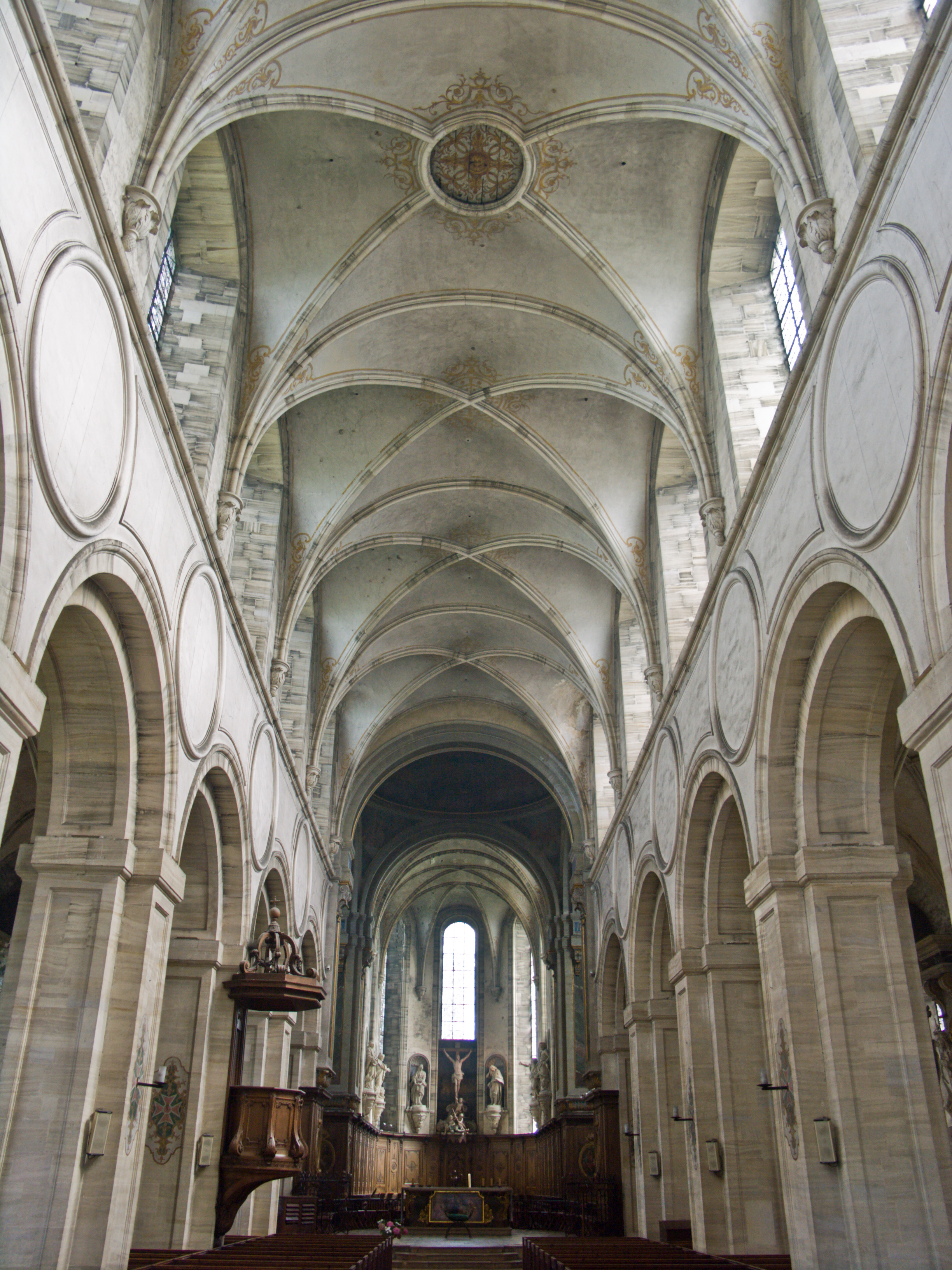
La nef de l'église abbatiale.
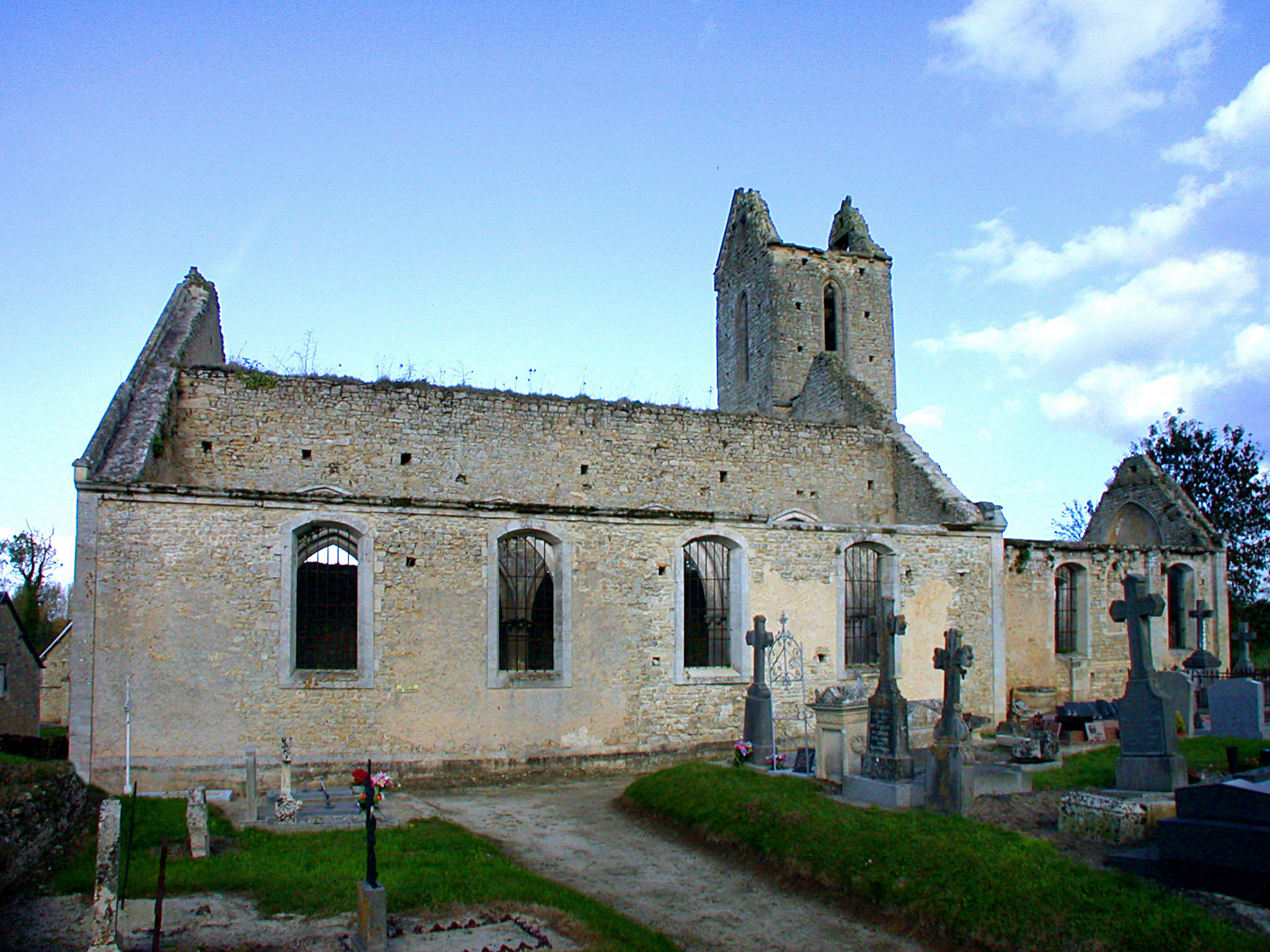
L'église Saint-Vigor.
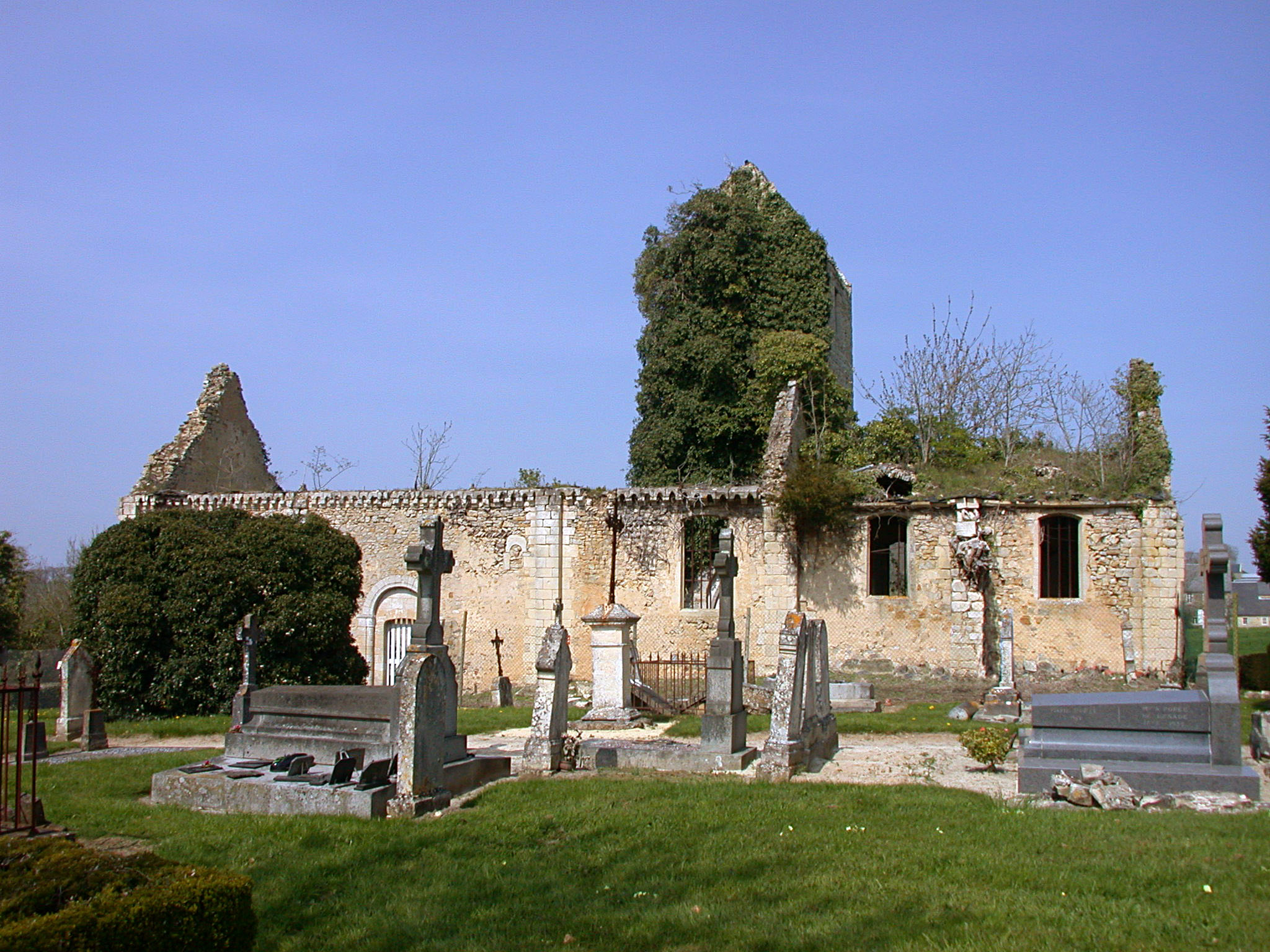
L'église Saint-Aubin.
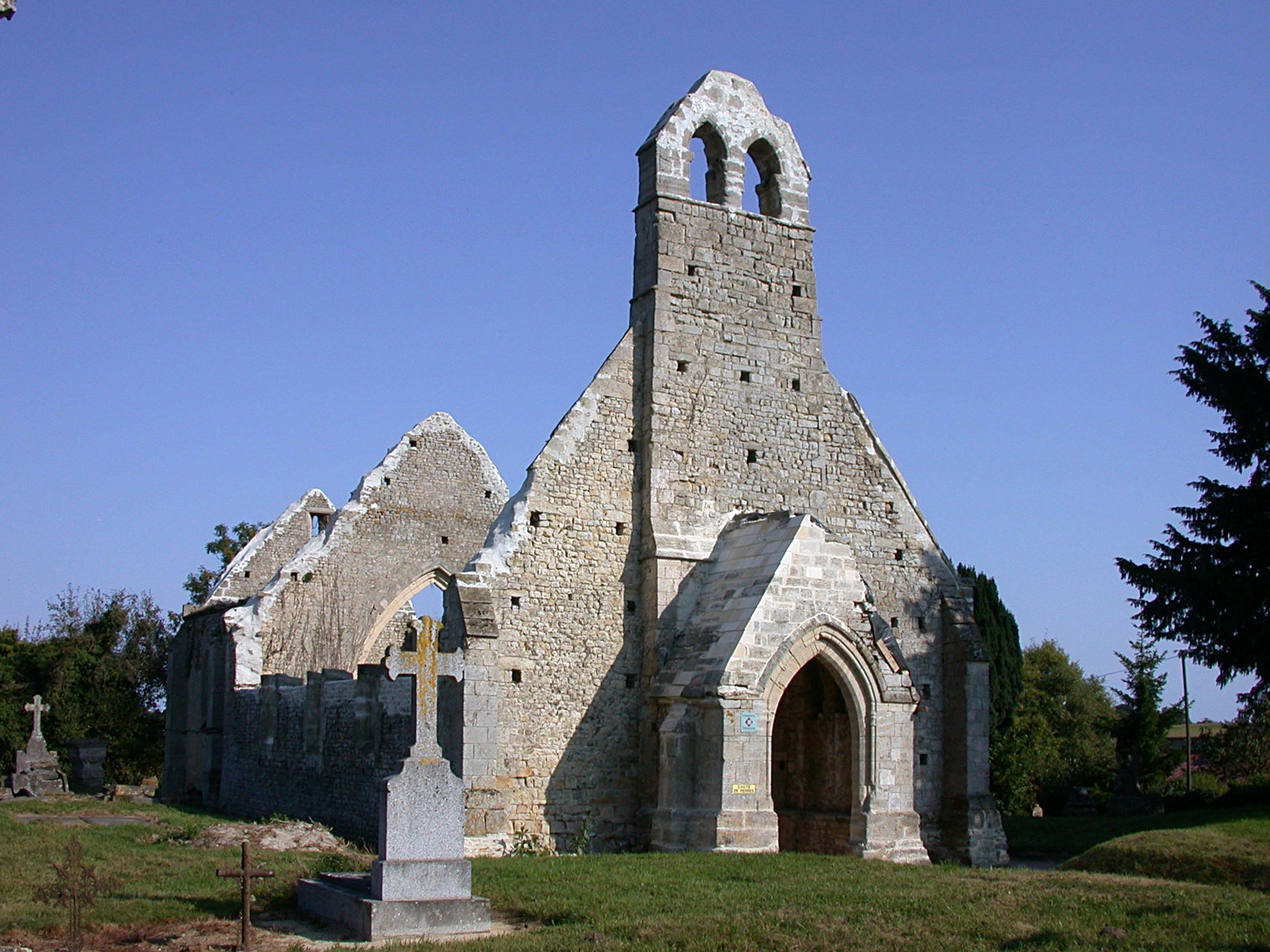
L'église Sainte-Bazile.

## Personnalités liées à la commune
- Eustache Restout  (1655 - 1743 à Mondaye), architecte, graveur et peintre, sous-prieur de l'abbaye Saint-Martin de Mondaye.
- Albert Fossey-François (Juaye-Mondaye 1909 - 1958), Compagnon de la Libération[35]. Chef des FFI de la Creuse durant la Seconde Guerre mondiale. Lieutenant-colonel des troupes parachutistes (1947-1958).